# Tomopleura
Tomopleura är ett släkte av snäckor. Tomopleura ingår i familjen kägelsnäckor.
Kladogram enligt Catalogue of Life:
| Tomopleura | \| \| Tomopleura albula \| \| \| \| \| \| Tomopleura ischna \| \| \| \| \| \| Tomopleura multiplex \| \| \| \| \| \| Tomopleura orientalis \| \| \| \| |
|            | \| \| Tomopleura albula \| \| \| \| \| \| Tomopleura ischna \| \| \| \| \| \| Tomopleura multiplex \| \| \| \| \| \| Tomopleura orientalis \| \| \| \| |
|            | Tomopleura albula |
|            | |
|            | Tomopleura ischna |
|            | |
|            | Tomopleura multiplex |
|            | |
|            | Tomopleura orientalis |
|            | |